# لالینگتون، داربی‌شر
لالینگتون (به انگلیسی: Lullington) یک روستا و محله مدنی در بریتانیا است که در South Derbyshire واقع شده‌است. لالینگتون ۱۲۱ نفر جمعیت دارد.